# Ullkardborre

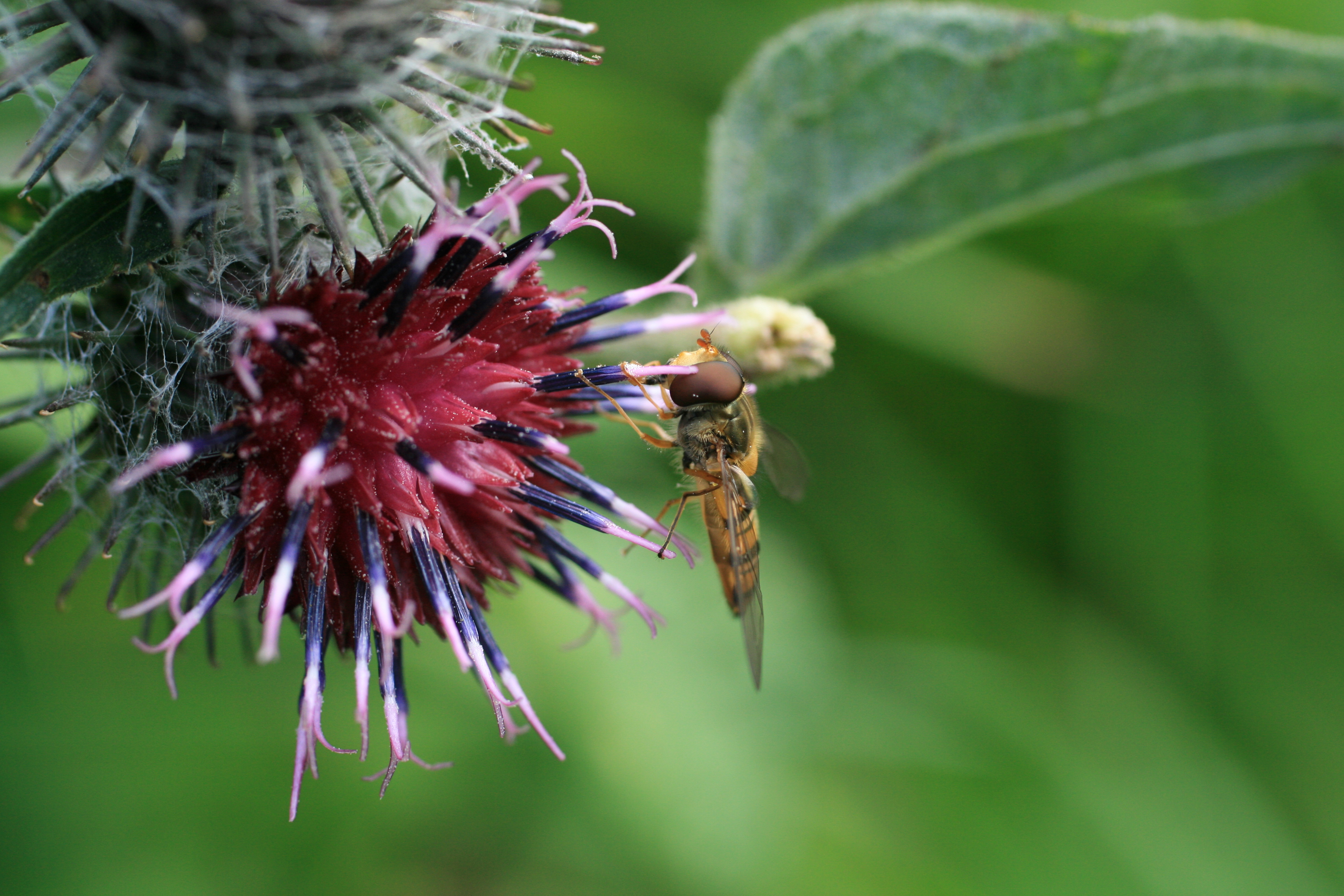
Blommande ullkardborre med blomfluga

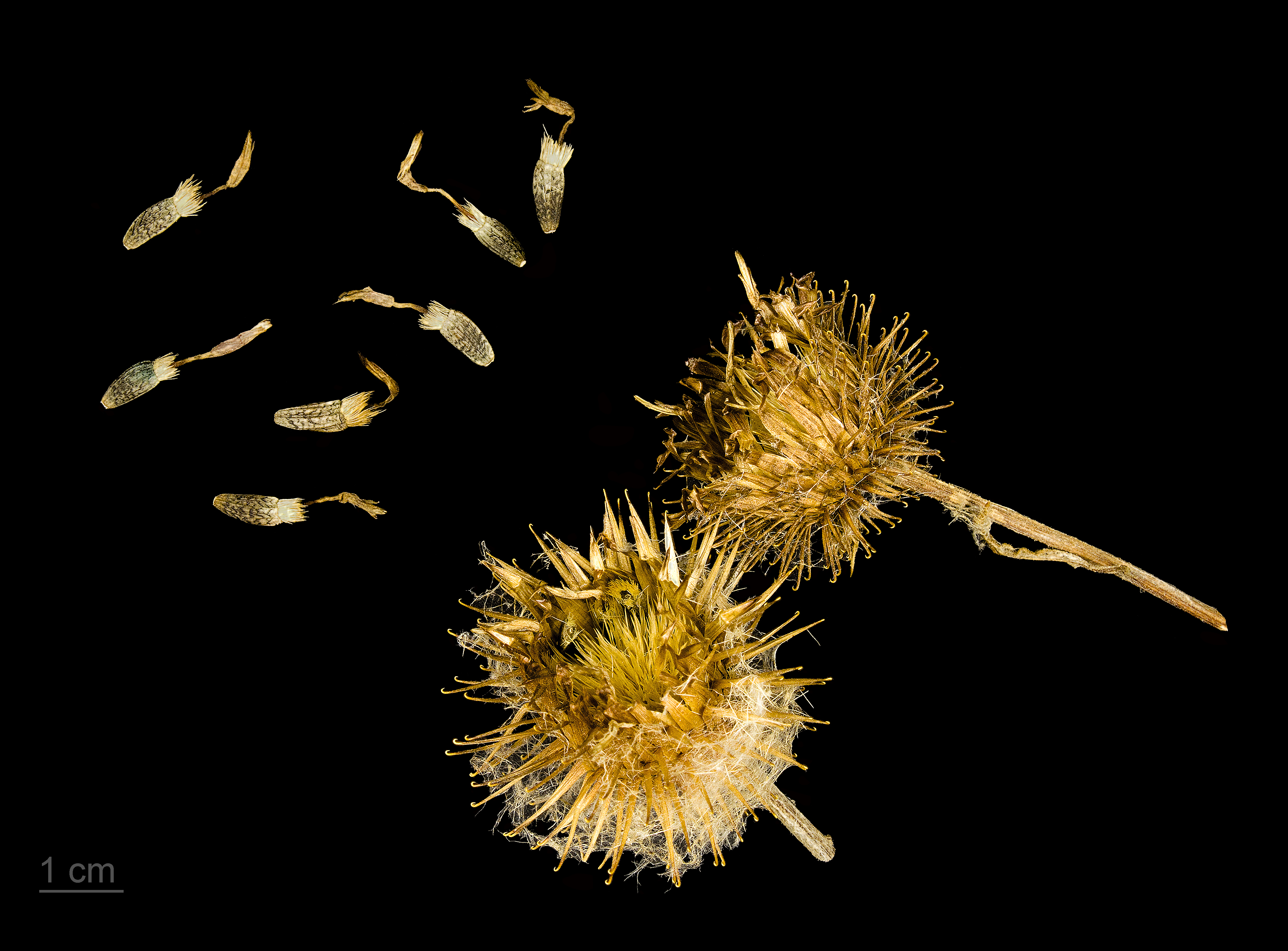
Arctium tomentosum

Ullkardborre (Arctium tomentosum) är en art i familjen korgblommiga växter. Det är en storväxt och robust ört, 50 – 150 cm hög. Den har så hård stjälk att den nästan som vedväxter kan användas till käppar. Efter växtens död på senhösten står den kvar torr hela vintern som en vinterståndare.
Örtståndet är filtludet men saknar taggar. Bladen kan bli en halv meter långa. De är brett hjärtformade eller äggrunda.
Holkfjällen (skyddsbladen) är taggiga, men inte stickande utan krökta till små skarpa hakar (krokar), med vilka hela blomkorgen (den välbekanta "kardborren") fäster sig vid djurs päls och människors kläder. Holken är vitgrå färg. Dock träffas någon gång individ utan ludd och med nästan svartröda holkar. Denna form är även kalare på hela örtbeståndet.
Blomkorgens och blommans byggnad överensstämmer nära med tistlarnas.  Blomfästet är gulaktigt och fruktämnena vita. Ur blomkronan skjuter en liten svartblå cylinder ut. Den är en av denna blommas märkligaste anordningar. Den består av de 5 smala ståndarknapparna, som är fast hopklibbade till ett rör. Ståndarknapparnas rum öppnar sig endast inåt mot rörets hålighet. För att deras på detta sätt instängda pollen ska komma ut ur den trånga cylindern och kunna bortföras av besökande insekter, är blommans stift utbildat till en liten utsopningsapparat: det har en liten uppsvällning nära spetsen, besatt med fina hår. När stiftet långsamt vuxit upp i cylindern, måste pollenet sopas ut vid stiftets tillväxt. Naturen har inte nöjt sig med så enkel orsak och verkan.  Det skulle gå för långsamt och endast några pollenkorn i taget skulle komma ut. Om stiftet av någon anledning skulle stanna av i växten skulle pollenet inte spridas alls. Det är en viktig sak att pollenet kommer ut i världen. Därför har blomman en överraskning att bjuda sina insektgäster. När de anlänt och med sitt sugrör börjar leta i den smala blomkronans mynning utpressas i en blink en hel pollenportion, vit och ren, ur det svartblå ståndarröret. Om vi med en nålspets härmar insektens rörelser i blommans inre får vi samma välvilliga mottagande. Här och där visar sig plötsligt en liten vit pollenmassa, där alldeles innan ingen fanns. Detta går till på följande vis: när insekten med sitt sugrör (eller vi med vår nålspets) berör de fina ståndarsträngarna, drar de sig plötsligt tillsammans, för de är känsliga, och förkortas så att ståndarknappsröret med ett ryck drages nedåt och stiftets utsopningsorgan kommer att stå en liten smula högre upp i det. Man kan alltså bokstavligen säga, att ståndarmjölet "skjuts" ut i små portioner. Det är lätt att föreställa sig vad effekten blir när en insekt är i vägen med sin mjukhåriga kropp.
När pollenet har förts bort på detta sätt börjar en blomningstid även för pistillen: den växer lite till och dess två märkesflikar skiljs åt, beredda att i sin tur motta pollen från en annan, yngre, blomma. Ståndarstadiet inträffar alltså här före pistillstadiet.
Den som promenerar i ett kardborresnår på hösten får kardborrar på sina kläder. Frukterna, de små nötterna innanför holken, är mogna, korgskaftet är torrt och skört, men holkfjällens små hakar är lika hårda och starka. De är alltså spridningsorgan. Korgen i sin helhet kan liknas vid en "hakfrukt" som sprids på djurens kroppsyta. De enskilda frukterna har så liten hårpensel att den inte kan fungera som svävapparat.
Kardborren är 2-årig och växer till övervägande del på odlade platser, på tomter och vid vägar. Den saknas i nordligaste Skandinavien.

## Föda
Roten innehåller ca 21% kolhydrater och kan ätas färsk, även om kokt är att föredra. Näringsvärdet är högst under vintern (september till maj). Ullkardborre betraktas som en av de 14 viktigaste vildväxterna i en överlevnadssituation.
Om roten hackas och därefter kokas i flera timmar, ökar halten av tillgängliga kolhydrater då inulin brytes ned. Roten kan då sägas bestå av 80% tillgängliga kolhydrater.[källa behövs]